# Das Böse unter der Sonne (Computerspiel)
Agatha Christie: Das Böse unter der Sonne (Originaltitel: Agatha Christie: Evil under the Sun) ist ein Computerspiel der Firma The Adventure Company, das für Windows-PCs und die Spielkonsole Wii erschienen ist. Es erschien im Jahr 2007 als dritter Teil einer Serie von Adventures zu Romanen der Krimiautorin Agatha Christie und basiert auf deren gleichnamigem Roman. Es ist ein klassisches Point-and-Click-Adventure.

## Inhalt
Das Spiel beginnt im Jahr 1940 während des Zweiten Weltkrieges in Poirots Detektei in London, dieser erzählt seinem Freund Arthur Hastings von diesem Fall. Hercule Poirot macht auf der Insel Seadrift Island in Devon Urlaub. Es passiert ein Mord, Arlena Stuart Marshall ist die Tote. Die Polizei wird verständigt, Colonel Weston ist der Polizeichef in dem nächstgelegenen Ort Lethercomb auf dem Festland. Poirot beginnt mit dem Colonel zu ermitteln, denn dieser ist ein älterer Freund von ihm. Die Gäste des Hotels der Insel werden befragt. Am Tatort entdeckt Poirot eine versteckte Höhle, in der er eine Dose mit Heroin findet. Er ermittelt weiter, welcher Hotelgast diesen Mord begehen könne, die meisten Gäste haben ein Alibi. Nur Stephen Lane, Major Barry und Horace Blatt haben kein Alibi. Ein anderer Mord viele Jahre zuvor hatte einige Ähnlichkeiten mit diesem Fall, Alice Corrigan wurde zuvor erwürgt und der Mörder wurde nie gefunden. Poirot kann beweisen, dass Patrick Redfern, einer der Gäste des Hotels, Edward Corrigan ist und Arlena ermordet hat. Seine Frau Christine und er werden als dringend tatverdächtig verhaftet. Christine gab sich für Arlena aus und legte sich scheinbar tot an den Strand. Als Patrick und ein anderer Gast des Hotels am Strand vorbeiruderten sahen sie Christine, als Arlena verkleidet, am Strand liegen und holten Hilfe. Patrick ging in die Höhle, erwürgte Arlena und legte sie an den Strand. Das Motiv für den notorischen Frauenmörder und seine Komplizin: Geld und Juwelen, die sie den Ermordeten raubten.
Im Gegensatz zu den beiden anderen Christie-Adaptionen von The Adventure Company (Mord im Orient-Express sowie Und dann gabs keines mehr) orientiert sich die Handlung des Spiels eng an Teilen der Romanvorlage, insbesondere werden am Ende dieselben Täter präsentiert und der Spieler steuert keine im Roman nicht erwähnte Figur, sondern erstmals direkt den Detektiv Hercule Poirot. Der wesentliche Unterschied zum Roman besteht darin, dass Hercule Poirot im Spiel die Handlung bereits erlebt hat und sie im Nachhinein seinem Freund Hastings schildert. In mehreren Sequenzen übernimmt der Spieler die Steuerung von Captain Hastings in Poirots Londoner Wohnung und kann so die Lösung des Falls auf verschiedene Weise beeinflussen.

## Spielprinzip und Technik
Das Böse unter der Sonne ist ein 2.5D-Point-and-Click-Adventure. Aus Polygonen zusammengesetzte, dreidimensionale Figuren agieren vor vorgerenderten Kulissen. Mit der Maus kann der Spieler seine Spielfigur durch die Örtlichkeiten bewegen und mit den Maustasten Aktionen einleiten, die den Spielcharakter mit seiner Umwelt interagieren lassen. Poirot kann so Gegenstände finden, sie auf die Umgebung oder andere Gegenstände anwenden und mit NPCs kommunizieren. Mit fortschreitendem Handlungsverlauf werden weitere Orte freigeschaltet. Die Örtlichkeiten sind vorgerenderte Standbilder. Kommunikation mit den NPCs läuft über Multiple-Choice-Menüs ab.

## Rezeption
Das Böse unter der Sonne erhielt mittelmäßige bis schlechte Bewertungen. Die Rezensionsdatenbank Metacritic aggregiert 18 Rezensionen zu einem Mittelwert von 66.
Für die GameStar, Ausgabe 2/2008, ist das PC-Spiel ein „unterhaltsamer, aber spannungsarmer Krimi.“ Die Zeitschrift lobt die guten Sprecher und das detailreiche Zeitkolorit, kritisiert aber die eintönige Gestaltung, „steife Animationen“, Soundeffekte und Musik des Spieles. Insgesamt vergibt sie eine Wertung von 70 %. PC Action 3/2008 vergibt eine Wertung von 70 % und bemängelt „sehr kleine Gegenstände und keine zuschaltbare Anzeige für Interaktionspunkte.“ PC Games kommt in der Ausgabe 3/2008 zu einem durchwachsenen Fazit: „Den Dreh hat der Entwickler mit dem dritten Christie-Krimi noch nicht raus. Für ein Okay reicht es.“ und weist ihm die Note „befriedigend“ zu. Das Fachmagazin Adventure-Treff sah in Das Böse unter der Sonne „kein herausragendes, aber ein grundsolides Adventure“ sowie „die bisher beste Umsetzung eines Agatha-Christie-Romans“. Redakteur Benjamin Braun lobte die Atmosphäre und die komplexe Story des Spiels, zeigte sich irritiert von einer gemessen am Handlungsort „unterkühlten“ Grafik und kritisierte die Rätsel als wenig anspruchsvoll.
Das Wii Magazin stuft das Adventure in seiner Ausgabe 2/2009 als „gemächliches Adventure für Spieler mit viel Hirn und Geduld“ ein und bewertete es mit 72 %. Der Adventure-Treff notierte für die Wii-Version „leichte Abstriche beim Steuerungskomfort“ sowie eine signifikant eingeschränkte Grafik, sah in Summe aber noch ein „grundsätzlich solides Adventure“.